# Zeuctophlebia rufipalpis
Zeuctophlebia rufipalpis là một loài bướm đêm trong họ Geometridae.